# Wolfgang Schmelzer
Wolfgang Schmelzer (nascido em 13 de junho de 1940) é um ex-ciclista alemão que competiu no ciclismo nos Jogos Olímpicos de Verão de 1968.